# Johannes Zwick
Johannes Zwick (* um 1496 in Konstanz; † 23. Oktober 1542 in Bischofszell (Thurgau)) war ein deutscher Theologe und Jurist, der als Reformator in Riedlingen und Konstanz und als Kirchenliederdichter bekannt wurde.

## Leben
Zwick war ein Sohn des Ratsherrn Konrad Zwick und seiner Frau Margreth, deren Nachname unbekannt ist.
Zwick studierte schon früh ab 1509 Rechtswissenschaft und Theologie in Freiburg im Breisgau bei Ulrich Zasius, wohin kurz darauf auch sein Bruder Konrad und sein Cousin Thomas Blarer zum Studium kamen. Später studierte er noch in Bologna und Padua. Nach der Priesterweihe 1518 und der Promotion zum Dr. iur. 1520 wirkte er kurzzeitig als Professor der Jurisprudenz an der Universität Basel, wechselte aber 1522 in ein Pfarramt im oberschwäbischen Riedlingen an der Donau. Die Stelle war ihm schon als Kind zugesprochen worden, da sein Onkel, Domherr Mag. Johannes Zwick, die Pfarrei  als Pfarrherr dreißig Jahre lang innehatte, aber nie in Riedlingen wohnte, sondern nur die Pfründe einnahm. Der Onkel starb 1521 und hatte die Stelle seinem Neffen vererbt. Auf Zwinglis Rat nahm er die Stelle an. Vor ihm hatte in Riedlingen als erster evangelischer Prediger der 30 Jahre ältere Prädikant Johannes Feihelmaier gewirkt. Die Gegner, unter Anführung von Kaplan Fink, verklagten Feihelmaier beim Bischof von Konstanz, so dass dieser im Mai 1523 verhaftet und nach Gottlieben ins Bischofsgefängnis abgeführt wurde.
1522 heiratete Zwick vor Amtsantritt in Basel eine Frau namens Anna Tegerwilerin. Im Oktober 1522 begann seine Arbeit in Riedlingen. „Hauptgegner war der niedere Klerus. Feihelmair war das erste Angriffsziel, denn er war im Gegensatz zu Zwick absetzbar, radikaler und unüberlegter. Zwick, auf Lebenszeit bestellt, war eher ausgleichender Natur.“
Auch Zwick, der zudem ein „Ehepriester“ war, wurden alle Sakramentalhandlungen verboten, man erlaubte nur die Predigt. Auch die Besoldung durch den Zehnten wurde ihm entzogen. Die Mitgliedschaft in einer privaten Vereinigung der Riedlinger Geistlichen verweigerte er. Der Truchsess von Waldburg warf ihm besonders vor, an einem Streitgespräch in Zürich teilgenommen zu haben.  Gemeindemitgliedern bewahrten ihn davor, verhaftet zu werden. Bei einer Trauung weigerte er sich, die üblichen Gebühren einzufordern und schlug seinen Mitgeistlichen vor, dasselbe zu tun. Dies war der Anlass für die Kurie, ihn zur Rechenschaft zu ziehen und vorzuladen. Er wurde vor die römische Kurie zitiert, weshalb er sich Anfang 1525 nach Konstanz absetzte. Durch ein kaiserliches Mandat wurde er von der Riedlinger Pfarrstelle ausgeschlossen. Dreihundert Riedlinger Bürger sollen aus Protest zwei Tage lang vor dem Rathaus gesessen und  dieses blockiert haben.
Er kehrte in seine Heimatstadt Konstanz zurück, blieb aber brieflich bis an sein Lebensende mit einigen Gemeindegliedern aus Riedlingen verbunden.

## Reformator in Konstanz
Zusammen mit seinem Cousin Ambrosius Blarer führte Zwick ab 1525 die Reformation durch.
Als begabter Pädagoge kümmerte er sich besonders um Kinder und Jugendliche. Er brachte ihnen das Vaterunser-Gebet, das Glaubensbekenntnis und die Zehn Gebote bei. Weiter verfasste er Bibelsauslegungen, Lieder und Gebete für Tagzeiten und Wochentage. Der katholische Bischof und sein Domkapitel verließen 1526 die Stadt, am 15. August 1527 fand im Münster die letzte katholische Messe statt. Er besuchte Wolfgang Capito und Martin Bucer in Strassburg, um sich für die Neuordnung der Kirche beraten zu lassen. 1531 wurde eine neue städtische Ordnung, die bürgerliche Sittenzucht auf religiösem Grunde, von seinem Cousin Thomas Blarer und seinem Bruder Konrad Zwick geschaffen und eingeführt, die auch von Johannes Zwick mitbeeinflusst war. Diese Ordnung war eine reformatorische Maßnahme, die Armut zu bekämpfen, die Bildung zu fördern und das sittliche Niveau der städtischen Bevölkerung anzuheben.
1535 gab er ein zweisprachiges und zweispaltiges Neues Testament heraus mit dem lateinischen Text von Erasmus von Rotterdam und dem deutschen der Zürcher Bibel, das bei Christoph Froschauer in Zürich gedruckt wurde. Durch das erste Konstanzer Gesangbuch, das 1533/1534 erschien, und vor allem durch das „Neu Gsangbüchle“, das 1540 im reformierten Zürich mit seiner Vorrede gedruckt wurde, waren Ambrosius Blarer und er Vorreiter und Bahnbrecher des Kirchengesangs im oberdeutsch-schweizerischen Raum. 17 der 150 Lieder steuerte Zwick gleich selber bei. Nebst Werken von andern Reformatoren wie Martin Luther nahm er auch ein Lied des Konstanzer Domherrn Johannes von Botzheim und des Täufers Ludwig Hätzer auf. Insgesamt lassen sich 111 Lieder und Gedichte von Zwick nachweisen, 61 davon waren in deutscher Sprache verfasst und zeugen von seiner Kreativität und Schaffenskraft.
Als Anhänger der Abendmahlslehre Huldrych Zwinglis lehnte er als einziger Konstanzer Geistlicher die Wittenberger Konkordie von 1536 ab, die Gegenwart von Leib und Blut Christi mit Brot und Wein beim Empfang der Sakramente. Mehrere Visitationsreisen führten ihn 1531 nach dem Tod seines Freundes Zwingli auch in die Schweiz, um die dortigen reformierten Gemeinden zu unterstützen und stärken. Er schonte sich nicht, auch als er 1542 in Konstanz an der Pest erkrankte und vorerst noch einmal genesen konnte. Nach dem Tod des Bischofszeller Pfarrers Andreas Köllin zog er im gleichen Jahr dorthin und übte für diesen kurz den Pfarrdienst aus, bevor er am 23. Oktober 1542 an der Pest starb.

## Werke

### Kirchenlieder
Die bekanntesten Kirchenlieder Zwicks sind:
- All Morgen ist ganz frisch und neu, 1541/1545 (Musik: Johann Walter 1541; heute: EG 440 und RG 557)
- Du höchstes Licht, du ewger Schein, 1541/1545 (Musik: aus 15. Jh./Böhmische Brüder, Nürnberg 1544; heute: EG 441 und RG  560)
- Auf diesen Tag bedenken wir, (EG Regionalteile  Württemberg 552, Rheinland, Westfalen und Lippe 565 sowie Evangelisch-reformierte Kirche 565)
- Da nun der Tag uns geht zu End, 1533/1540 (nach Psalm 128; Musik: Strassburg 1525; heute: RG 591)

### Bücher
- Das gantz Neüw Testament 1535. Das gantz Neüw Testament zu Teütsch dem Latine entgegen gesetzt mitt sampt den nodtwendigen Concordantzenn: Was aber die ursach sye darumb diß Testament jm gegennsatz beyder spraachen ußgangen sye, findest du inn der vorred. Novvm Testamentvm Omne: Latina Versione, Oppositvm Aeditioni uulgari siue Germanicae, in usus studiosorum uulgatum; per Desiderium Erasmum Roterodamum nouissime recogniti. Christoffel Froschouer, Zürich 1535, 803 Seiten[8]

## Gedenktag
Sein Gedenktag im Evangelischen Namenkalender ist der 23. Oktober.